# Примейру де Агошту
«Клубе Дешпортіву Примейру ді Агошту» (порт. Clube Desportivo Primeiro de Agosto) або «Примейру ді Агошту» — ангольський футбольний клуб з Луанди, заснований 1977. Виступає в Чемпіонат Анголи (Гірабола). Домашні матчі проводить на стадіоні «Ештадіу Насьйональ 11 ді Новембру», що вміщує 50 000 глядачів.

## Історія клубу
«Примейру де Агошту» був заснований 1 серпня 1977 року (крім футбольної, почали функціонувати секції баскетболу, гандболу, плавання, вітрильного спорту, хокею на роликах, спортивної стрільби, легкої атлетики, бейсболу, тхеквондо, тенісу, спортивної риболовля, шахів та карате).
Основними кольорами клубу є «червоний» і «чорний», звідси і назва «Чорно-червоні», але також використовують жовтий та синій кольори.
«Примейру де Агошту» — це головний клуб Збройних сил Анголи, які є його головним інвестором (спонсором).
«Примейру де Агошту» — один з найсильніших і найбільш відомих клубів Анголи, поряд з «Петру Атлетіку». Клуб з Луанди дев'ять разів ставав найсильнішим клубом країни і чотири рази — володарем Кубку Анголи. За цими показниками «Примейру де Агошту» поступається тільки «Петру Атлетіку». Але за кількістю виграних Суперкубків країни «Примейру де Агошту» є одноосібним лідером — шість перемог. До безперечних досягнень клубу можна також віднести і фінал Кубку володарів Кубків 1998 року. Відомий також як переможець першого Чемпіонату Анголи (1979 рік) після здобуття Анголою незалежності 1975 року.

## Досягнення
- Гірабола
  -  Чемпіон (13): 1979, 1980, 1981, 1991, 1993, 1996, 1998, 1999, 2006, 2016, 2017, 2018, 2019
  -  Срібний призер (8): 2002, 2007, 2008, 2012, 2013, 2015, 2022, 2023
  -  Бронзовий призер (5): 1984, 1987, 1990, 2010, 2025

- Кубок Анголи
  -  Володар (4): 1984, 1990, 1991, 2006
  -  Фіналіст (4): 1997, 1998, 2004, 2011

- Суперкубок Анголи
  -  Володар (6): 1991, 1992, 1997, 1998, 1999, 2000, 2010
  -  Фіналіст (2): 1993, 2007

## Статистика виступів

### Національний чемпіонат
| 1999 | 2000 | 2001 | 2002 | 2003 | 2004 | 2005 | 2006 | 2007 | 2008 | 2009 | 2010 | 2011 | 2012 | 2013 | 2014 | 2015 | 2016 |
| 1999 |      |      |      |      |      |      | 2006 |      |      |      |      |      |      |      |      |      |      |
|      |      |      | 2002 |      |      |      |      | 2007 | 2008 |      |      |      | 2012 | 2013 |      | 2015 |      |
|      |      |      |      |      |      |      |      |      |      |      | 2010 |      |      |      |      |      |      |
|      | 4-те |      |      | 4-те |      | 4-те |      |      |      | 4-те |      |      |      |      | 4-те |      |      |
|      |      |      |      |      |      |      |      |      |      |      |      |      |      |      |      |      |      |
|      |      |      |      |      | 6-те |      |      |      |      |      |      | 6-те |      |      |      |      |      |
|      |      | 7-ме |      |      |      |      |      |      |      |      |      |      |      |      |      |      |      |

### Континентальні турніри під егідою КАФ
| Сезон | Турнір                     | Раунд         | Клуб                      | Вдома | На виїзді | Загальний      |
| ----- | -------------------------- | ------------- | ------------------------- | ----- | --------- | -------------- |
| 1980  | Ліга чемпіонів КАФ         | 1             | Канон Яунде               | 3-4   | 0-3       | 3-7            |
| 1981  | Ліга чемпіонів КАФ         | 1             | Віта (Кіншаса)            | 1-1   | 1-2       | 2-3            |
| 1982  | Ліга чемпіонів КАФ         | 1             | Енугу Рейнджерс           | 1-1   | 0-3       | 1-4            |
| 1985  | Кубок володарів кубків КАФ | 1             | Діхеп ді Нкам             | 1-0   | 0-3       | 1-3            |
| 1991  | Кубок володарів кубків КАФ | Попередній    | ФК «Блек Африка»          | 7-0   | 2-1       | 9-1            |
| 1991  | Кубок володарів кубків КАФ | 1             | Діабл Нуар                | 0-0   | 1-2       | 1-2            |
| 1992  | Ліга чемпіонів КАФ         | Попередній    | Ела Нгуема                | т.п.1 | 3-2       | 3-2            |
| 1992  | Ліга чемпіонів КАФ         | 1             | Согара                    | 1-0   | 2-0       | 3-0            |
| 1992  | Ліга чемпіонів КАФ         | 2             | Клуб Африкен              | 2-0   | 0-3       | 2-3            |
| 1993  | Ліга чемпіонів КАФ         | 1             | Расінг (Бафуасам)         | 2-2   | 0-2       | 2-4            |
| 1996  | Кубок КАФ                  | 1             | Блу Уотерс                | 4-1   | 2-1       | 6-2            |
| 1996  | Кубок КАФ                  | 2             | Віта (Кіншаса)            | 1-0   | 0-3       | 1-3            |
| 1997  | Ліга чемпіонів КАФ         | 1             | Нотвейн                   | 1-1   | 2-1       | 3-2            |
| 1997  | Ліга чемпіонів КАФ         | 2             | Африка Спортс             | 5-0   | 1-1       | 6-1            |
| 1997  | Ліга чемпіонів КАФ         | Груповий етап | Раджа (Касабланка)        | 1-1   | 0-4       | 2-ге місце     |
| 1997  | Ліга чемпіонів КАФ         | Груповий етап | Орландо Пайретс           | 2-1   | 2-1       | 2-ге місце     |
| 1997  | Ліга чемпіонів КАФ         | Груповий етап | УСМ Алжир                 | 2-1   | 0-1       | 2-ге місце     |
| 1998  | Кубок володарів кубків КАФ | 1             | Нотвейн                   | 4-0   | 1-3       | 5-3            |
| 1998  | Кубок володарів кубків КАФ | 2             | СК «Файр Брігейд»         | 6-0   | 3-2       | 9-2            |
| 1998  | Кубок володарів кубків КАФ | Чвертьфінал   | УСМ Алжир                 | 3-0   | 2-1       | 5-1            |
| 1998  | Кубок володарів кубків КАФ | Півфінал      | Африка Спортс             | 4-0   | 1-3       | 5-3            |
| 1998  | Кубок володарів кубків КАФ | Фінал         | Есперанс                  | 1-1   | 1-3       | 2-4            |
| 1999  | Ліга чемпіонів КАФ         | 1             | Вітал'О                   | 1-2   | 1-1       | 2-3            |
| 2000  | Ліга чемпіонів КАФ         | Попередній    | Аконангуї                 | 4-0   | 1-0       | 5-0            |
| 2000  | Ліга чемпіонів КАФ         | 1             | Віта Клуб Моканда         | 4-0   | 1-2       | 5-2            |
| 2000  | Ліга чемпіонів КАФ         | 2             | Лобі Старс                | 1-1   | 1-2       | 2-3            |
| 2003  | Кубок КАФ                  | 1             | Мамелоді Сандаунз         | 2-0   | 0-2       | 2-2 (5-4 пен.) |
| 2007  | Ліга чемпіонів КАФ         | 1             | Мангаспорт                | 1-1   | 0-1       | 1-2            |
| 2008  | Ліга чемпіонів КАФ         | Попередній    | Стад Мальєн               | 2-1   | 0-0       | 2-1            |
| 2008  | Ліга чемпіонів КАФ         | 1             | Аль-Іттіхад (Триполі)     | 2-1   | 0-1       | 2-1 (м.в.)     |
| 2009  | Ліга чемпіонів КАФ         | Попередній    | КАРА (Браззавіль)         | 5-2   | 2-1       | 7-3            |
| 2009  | Ліга чемпіонів КАФ         | 1             | Канон Яунде               | 1-0   | 0-1       | 1-1 (5-4 пен.) |
| 2009  | Ліга чемпіонів КАФ         | 2             | Аль-Хіляль (Омдурман)     | 3-1   | 0-2       | 3-3 (м.в.)     |
| 2009  | Кубок конфедерації КАФ     | Плей-оф       | Сфаксьєн                  | 2-0   | 0-2       | 2-2 (5-4 пен.) |
| 2009  | Кубок конфедерації КАФ     | Груповий етап | Баєлса Юнайтед            | 3-1   | 0-4       | 3-тє місце     |
| 2009  | Кубок конфедерації КАФ     | Груповий етап | Харас Ель-Ходуд           | 1-0   | 1-5       | 3-тє місце     |
| 2009  | Кубок конфедерації КАФ     | Груповий етап | Стад Мальєн               | 0-0   | 0-0       | 3-тє місце     |
| 2010  | Кубок конфедерації КАФ     | 1             | Серкель Олімпік де Бамако | 3-0   | 0-0       | 3-0            |
| 2010  | Кубок конфедерації КАФ     | 2             | Контон Спорт              | 2-1   | 0-0       | 2-1            |
| 2010  | Кубок конфедерації КАФ     | Плей-оф       | Аль-Іттіхад (Триполі)     | 2-1   | 0-2       | 2-3            |
| 2011  | Кубок конфедерації КАФ     | 1             | Леопардс                  | 2-0   | 1-2       | 3-2            |
| 2011  | Кубок конфедерації КАФ     | 2             | ФЮС (Рабат)               | 1-0   | 1-1       | 2-1            |
| 2011  | Кубок конфедерації КАФ     | Плей-оф       | АСЕК Мімозас              | 1-1   | 0-4       | 1-5            |
| 2013  | Ліга чемпіонів КАФ         | Попередній    | Адема                     | 4-2   | 0-1       | 4-3            |
| 2013  | Ліга чемпіонів КАФ         | 1             | Есперанс                  | 0-1   | 0-1       | 0-2            |
| 2014  | Ліга чемпіонів КАФ         | Попередній    | Ліолі                     | 2-0   | 1-2       | 3-2            |
| 2014  | Ліга чемпіонів КАФ         | 1             | Леопардс                  | 2-0   | 1-4       | 3-4            |

1- «Ела Нгуема» покинув турнір після поразки в першому матчі.

## Склад команди
Станом на 20 серпня 2016
| №  | Поз. | Нац.     | Гравець                                |
| -- | ---- | -------- | -------------------------------------- |
| 3  | ЗХ   | Малі     | Муртала Діакіте                        |
| 4  | ЗХ   | Ангола   | Освалду Педру ді Дезуш Кітенга         |
| 5  | ЗХ   | Ангола   | Дані Массунгуна (к)                    |
| 6  | ПЗ   | Мозамбік | Едуарду Жуміссе                        |
| 7  | ПЗ   | Ангола   | Режіу Франсішку Конгу Залата           |
| 8  | ПЗ   | Ангола   | Жоау Нгунза Муанья                     |
| 9  | ЗХ   | Ангола   | Лувумбу Лоуренсу Педру                 |
| 10 | ПЗ   | Нігерія  | Ібукун Акінфенва                       |
| 11 | ПЗ   | Ангола   | Херменегілду да Кошта Паулу Бартоломеу |
| 12 | ВР   | Ангола   | Адау Жоакім Бангу Кабаса               |
| 13 | ЗХ   | Ангола   | Манушу Дініз                           |
| 14 | ПЗ   | ДР Конго | Мутамба Міламбу                        |
| 17 | НП   | Ангола   | Жоземар Макіавала                      |

| №  | Поз. | Нац.   | Гравець                  |
| -- | ---- | ------ | ------------------------ |
| 18 | НП   | Ангола | Патрік Лембу Анфуну      |
| 19 | ЗХ   | Ангола | Саломау Мануел Троко     |
| 20 | НП   | Габон  | Ромарік Рогомбе          |
| 21 | ЗХ   | Ангола | Ісаак                    |
| 22 | ВР   | Ангола | Хусту Матеуш Пакуссу     |
| 23 | ЗХ   | Ангола | Альберту Альвару Пака    |
| 24 | ПЗ   | Ангола | Бруну Мануель ді Жезуш   |
| 26 | ЗХ   | Ангола | Антунеш Сарженту Екунді  |
| 27 | НП   | Ангола | Жельсон                  |
| 29 | ВР   | Ангола | Антоніу Сігнорі Домініке |
| 30 | ПЗ   | Ангола | Мануель Давід Афонсу     |
| 33 | ПЗ   | Ангола | Нельсон да Луж           |

## Персонал
| Ім'я                 | Нац                  | Позиція(-ї)                  | Дата народження (Вік)         |
| Тренерський персонал | Тренерський персонал | Тренерський персонал         | Тренерський персонал          |
| -------------------- | -------------------- | ---------------------------- | ----------------------------- |
| Драган Йович         | Боснія і Герцеговина | Головний тренер              | 19 липня 1963 (вік 53 роки)   |
| Неджад Селимович     | Боснія і Герцеговина | Помічник головного тренера   | 8 червня 1973 (вік 43 роки)   |
| Філіпе Нзанза        | Ангола               | Помічник головного тренера   | 21 квітня 1970 (вік 46 років) |
| Наполеау Брандау     | Ангола               | Тренер воротарів             | 13 червня 1952 (вік 64 роки)  |
| Медичний персонал    |                      |                              |                               |
| Абель Санз           | Куба                 | Лікар                        | –                             |
| Леонілде Феррейра    | Ангола               | Фізіотерапевт                | –                             |
| Жорже Набаїш         | Ангола               | Тренер з фіз. підготовки     | –                             |
| Фелісіану Мадалена   | Ангола               | Фізіотерапевт                | –                             |
| Андраде Мендеш       | Ангола               | Фізіотерапевт                | –                             |
| Менеджмент           |                      |                              |                               |
| Карлуш Хендрік       | Ангола               | Президент                    | –                             |
| Гувея Са Міранда     | Ангола               | Віце-президент               | –                             |
| Жозе Марселіну       | Ангола               | Голова служби постачання їжї | –                             |
| Карлуш Алвеш         | Ангола               | Прес-секретар                | –                             |

## Спонсори
- Banco de Fomento Angola (BFA)
- Banco Português do Atlântico (BPA)

## Відомі гравці
- Альберту да Сильва Мунелеле
- Авеліну Едуарду Антоніу Краке
- Жозе Антоні Амару Інасіу
- Альвару Мануель Нгунза Камбонго
- Філіпе Абрау
- Жозе Мануел Катенді
- Річард Туабі Касенде
- Арсеніу Себастіау Кабунгула
- Луїш Дельгаду
- Манторраш
- Мануел Лоренсо Гоміш
- Бернарду Жозе Муломбо
- Жозе Аугушту ді Олівейра Гоміш
- Паулін Токале Комбе
- Тубі Ланду
- Емека Мамале
- Капела Мбіяванга
- Докіс Клоете
- Абрахам Шатіпуене
- Левіс Сварбоої
- Філімон Жуніор Рамафоко
- Ен Бакала
- Мішек Лунгу
- Гері Міланці
- Дубе Фірі

## Відомі тренери
|                      | Тренер             |               | Роки |               | Ліга                          | Кубок                                 | Суперкубок                                                               |
| -------------------- | ------------------ | ------------- | ---- | ------------- | ----------------------------- | ------------------------------------- | ------------------------------------------------------------------------ |
| Ангола               | Нікола Берардінелі | 1979          | –    |               | Гірабола 1979                 |                                       |                                                                          |
| Ангола               | Феррейра Пінту     | 1980          | –    |               |                               |                                       |                                                                          |
| Югославія            | Іван Риданович     | 1980          | –    | 1981          | Гірабола 1980                 |                                       |                                                                          |
| Ангола               | Жоакім Дініш       | 1981          | –    |               | Гірабола 1981                 |                                       |                                                                          |
| Аргентина            | Маріо Імбеллоні    | 1982          | –    |               |                               |                                       |                                                                          |
| Ангола               | Наполеау Брандау   | 1984          | –    |               |                               | Кубок Анголи 1984                     |                                                                          |
| Ангола               | Жоау Машаду        |               | –    |               |                               |                                       |                                                                          |
| Сербія               | Душан Кондич       | 1990          | –    | 1993          | Гірабола 1991 · Гірабола 1992 | Кубок Анголи 1990 · Кубок Анголи 1991 | Суперкубок Анголи 1991 · Суперкубок Анголи 1992                          |
| Бразилія             | Джалма Кавальканте | 1993          | –    | 1995          |                               |                                       |                                                                          |
| Ангола               | Маріу Каладу       | 1996          | –    | 1998          | Гірабола 1996                 |                                       |                                                                          |
| Ангола               | Ндунгуїді Даніель  | 1998          | –    | червень 2000  | 1998 Girabola · Гірабола 1999 |                                       | Суперкубок Анголи 1998 · Суперкубок Анголи 1999 · Суперкубок Анголи 2000 |
| Ангола               | Маріу Каладу       | червень 2000  | –    | листопад 2000 |                               |                                       | Суперкубок Анголи 1996                                                   |
| Бразилія             | Вальдемар Кердейра | березень 2001 | –    | квітень 2002  |                               |                                       |                                                                          |
| Ангола               | Хайме Чімаланга    | квітень 2002  | –    | квітень 2003  |                               |                                       |                                                                          |
| Сербія               | Душан Кондич       | квітень 2003  | –    | квітень 2004  |                               |                                       |                                                                          |
| Ангола               | Ндунгуїді Даніель  | квітень 2004  | –    | жовтень 2004  |                               |                                       |                                                                          |
| Нідерланди           | Ян Броувер         | листопад 2004 | –    | листопад 2007 | Гірабола 2006                 | Кубок Анголи 2006                     | Суперкубок Анголи 2007                                                   |
| Португалія           | Вітор Мануель      | листопад 2007 | –    | листопад 2008 |                               |                                       |                                                                          |
| Росія                | Віктор Бондаренко  | грудень 2008  | –    | липень 2009   |                               |                                       |                                                                          |
| Ангола               | Умберту Чавеш      | липень 2009   | –    | січень 2010   |                               | Кубок Анголи 2009                     |                                                                          |
| Сербія               | Любинко Друлович   | січень 2010   | –    | квітень 2011  |                               |                                       | Суперкубок Анголи 2010                                                   |
| Португалія           | Карлуш Мануель     | квітень 2011  | –    | листопад 2011 |                               |                                       |                                                                          |
| Ангола               | Ромеу Філемон      | листопад 2011 | –    | травень 2013  |                               |                                       |                                                                          |
| Мозамбік             | Дауту Факуйра      | травень 2013  | –    | квітень 2014  |                               |                                       |                                                                          |
| Боснія і Герцеговина | Драган Йович       | квітень 2014  | –    |               |                               |                                       |                                                                          |

## Відомі президенти
| Сантана Андре Пітра       | 1977         | – | 1979           |
| Педру ді Каштру ван Данем | 1979         | – | 1982           |
| Іку Каррейра              | 1982         | – | 1988           |
| Жустіну Фернандеш         | 1988         | – | 1993           |
| Мелльйо Шав'єр            | 1993         | – | 1997           |
| Педру Нету *              | 1997         | – | грудень 2006   |
| Рауль Хендрік             | грудень 2006 | – | серпень 2011   |
| Карлуш Хендрік *          | серпень 2011 | – | теперішній час |

* Обіймав посаду два терміни поспіль